# Pust wsegda budet solnze
Pust wsegda budet solnze (russisch Пусть всегда будет солнце) ist ein russisches Lied, das 1962 von Arkadi Ostrowski (1914–1967) komponiert wurde. Der Text wird einem Jungen namens Konstantin Barannikow zugeschrieben und wurde von Lew Iwanowitsch Oschanin erweitert. Der US-amerikanische Folk-Sänger Pete Seeger machte eine englischsprachige Version unter dem Titel May There Always Be Sunshine zu einem Lied der internationalen Friedensbewegung. In der DDR war es unter dem Titel Immer lebe die Sonne bekannt. Fredrik Vahle verarbeitete den Refrain in seinem Kinderlied Der Friedensmaler.

## Geschichte

### Russisches Original
Der damals 4-jährige Konstantin (Kostja) Barannikow aus Moskau soll 1928 die Zeilen, die den Refrain des Liedes bilden, an den Rand einer Zeichnung geschrieben haben. Veröffentlicht wurden sie erstmals 1960 durch den Dichter Kornei Tschukowski. Die Komposition von Arkadi Ostrowski mit dem von Lew Oschanin gedichteten Strophentext wurde 1963 auf dem Sopot Festival von Tamara Miansarowa aufgeführt, wofür sie den ersten Preis gewann. Das Lied erlangte große Beliebtheit und wurde binnen kurzer Zeit zum festen Bestandteil der Pionier-Kultur und zu einem der bekanntesten Kinderlieder in der gesamten Sowjetunion.

### Englische Version
Der Refrain des Liedes wurde von Thomas Botting ins Englische übersetzt und durch den Folk-Musiker Pete Seeger unter dem Titel May There Always Be Sunshine weltweit bekannt gemacht. Seeger spielte das Lied im Kontext seines Protests gegen das Wettrüsten des Kalten Krieges und gegen den Vietnamkrieg und löste es so von der Tradition der sozialistischen Pionierorganisationen. In dieser Form wurde May There Always Be Sunshine in den USA und Westeuropa bekannt und nahm dort eine eigene, parallele Entwicklung.
Seeger nahm bei seinem Konzert in der Carnegie Hall in Pittsburgh am 20. Februar 1965 eine Live-Version des Liedes auf. Eine weitere Aufnahme mit dem Musiker Arlo Guthrie erschien 1975 auf ihrem gemeinsamen Album Together in Concert.

### Deutsche Versionen
Auch in der DDR und der Bundesrepublik Deutschland verlief die Rezeption des Liedes getrennt:
Eine deutsche Übersetzung mit dem Titel Immer lebe die Sonne von Hans Naumilkat und Manfred Streubel wurde in der DDR bekannt und war ein beliebtes Lied der Jungen Pioniere, die es auch häufig auf Russisch sangen.
Der westdeutsche Liedermacher Fredrik Vahle verarbeitete den Refrain des Liedes im Titelsong seines 1983 erschienenen Albums Der Friedensmaler. Er erzählt darin die Entstehungsgeschichte des Liedes und die Geschichte seiner Verbreitung durch Pete Seeger. Der Refrain wird in verschiedenen Sprachen gesungen, darunter dem russischen Originaltext und Seegers englischer Übersetzung. Die deutsche Fassung ist eine Neuübersetzung, die von Naumilkats und Streubels Version abweicht. Vahle nimmt in seiner Erzählung keinen Bezug auf die Sowjetunion oder die DDR, sondern stellt wie auch schon Pete Seeger die Bedeutung des Liedes als internationales Friedenslied heraus.

### Weitere Verarbeitungen
Eine hebräische Übersetzung von Gideon Koren unter dem Titel אלוהים שמור על אמא wurde 1974 von dessen Band The Brothers and the Sisters aufgenommen.
Der Musiker Raffi veröffentlichte Übersetzungen des Liedes ins Englische, Französische und Spanische auf seinem 2002 erschienenen Album Let’s Play. In seiner Autobiografie schrieb er, er habe May There Always Be Sunshine zum ersten Mal von Pete Seeger gehört, der ihm persönlich den Hintergrund des Liedes erklärt habe.
Die schwedische Gruppe Hootenanny Singers um Björn Ulvaeus verwendete 1964 die Melodie  von Pust wsegda budet solnze für ihr Lied Gabrielle mit völlig anderem Text, das besonders in den norwegischen Charts erfolgreich war. Von diesem Lied gab es eine englische, niederländische, finnische, niederdeutsche, schwedische und deutsche Version (Denk’ daran).

## Text
Die erste Strophe des russischen Originaltextes berichtet davon, wie ein kleiner Junge ein Bild malt, auf das er seine Wünsche für die Zukunft schreibt: die Sonne, der Himmel, seine Mutter und er selbst sollen immer da sein. Diese Worte bilden den Refrain des Liedes:
| Russische Fassung (Originaltext)                                                                  | Russische Fassung (lateinische Schrift)                                                           | Englische Fassung (Thomas Botting)                                                                              | Deutsche Fassung (Naumilkat/Streubel)                                                     | Deutsche Fassung (Fredrik Vahle)                                                                               |
| Пусть всегда будет солнце, Пусть всегда будет небо, Пусть всегда будет мама, Пусть всегда буду я! | Pust wsegda budjet solnze, Pust wsegda budjet nebo, Pust wsegda budjet mama, Pust wsegda budu ja! | May there always be sunshine, May there always be blue skies, May there always be mama, May there always be me! | Immer lebe die Sonne, Immer lebe der Himmel, Immer lebe die Mutti, Und auch ich immerdar! | Immer soll die Sonne scheinen, Immer soll der Himmel blau sein, Immer soll Mutter da sein, Und immer auch ich! |

Die übrigen Strophen der russischen und der in der DDR bekannten Version sind ein Appell an die Menschheit, den Kindern zuliebe den Frieden zu sichern. Pete Seeger sang nur den Refrain; Fredrik Vahle dichtete einen neuen Strophentext zu einer Melodie aus eigener Komposition, dessen Anfang an die Originalversion angelehnt ist, sich dann aber von ihr entfernt.